# Arrondissement Nantua
Arrondissement Nantua je francouzský arrondissement ležící v departementu Ain v regionu Rhône-Alpes. Člení se dále na 5 kantonů a 64 obcí.

## Kantony
od roku 2015:
- Bellegarde-sur-Valserine (část)
- Hauteville-Lompnes (část)
- Nantua
- Oyonnax
- Pont-d'Ain (část)

před rokem 2015:
- Bellegarde-sur-Valserine
- Brénod
- Izernore
- Nantua
- Oyonnax-Nord
- Oyonnax-Sud
- Poncin